# 加蘭山
加蘭山（英語：Mount Garan），是南極洲的山峰，位於瑪麗皇后地，處於斯特拉思科納山西南面17公里，根據美國海軍拍攝的空中照片繪入地圖，現時由南極條約體系管理。